# Reichstag zu Worms (1145)
Der Reichstag zu Worms 1145 war eine Reichsversammlung in Worms unter König Konrad III. Es war der dritte Aufenthalt von insgesamt fünf nachgewiesenen Aufenthalten des Königs in Worms. Die Versammlung fand wohl im Mai 1145 statt.

## Kontext
Über die Vorgeschichte, den Kontext, die Gegenstände der Beratungen und warum Worms als Ort der Versammlung gewählt wurde, ist fast nichts bekannt. In der ersten Hälfte des 12. Jahrhunderts war Worms relativ selten der Ort solcher Treffen. Die Datierung in den Mai 1145 beruht auch nur auf Überlegungen und Schlüssen. Keine der im Rahmen der Reichsversammlung ausgestellten Urkunden enthält eine monats- oder gar taggenaue Datierung.

## Teilnehmer
Neben dem König, der in einer in Worms ausgestellten Urkunde „gemäß dem Urteil der Fürsten“ dem Abt des Klosters Schaffhausen Privilegien bestätigt, bezeugt diese Aussage, dass eine Reihe von Fürsten in Worms versammelt waren. Namentlich bekannt sind diejenigen, die als Zeugen in dieser und einer weiteren bei dieser Gelegenheit ausgestellten Urkunden genannt werden:
- Erzbischof Heinrich I. von Mainz
- Erzbischof Albero von Trier
- Erzbischof Arnold I. von Köln
- Bischof Burchard von Straßburg
- Bischof Burchard II. (Bucco) von Worms
- Bischof Siegfried von Speyer
- Abt Wibald der Reichsabtei Stablo-Malmedy
- Abt Heinrich I. von Hersfeld
- Abt Benedikt von Weißenburg
- Abt Folknand von Lorsch
- Abt Ruthardt von Eberbach
- Abt Emico von Chonaugensis
- Herzog Friedrich II. von Schwaben und
  - dessen gleichnamiger Sohn Friedrich, der spätere Kaiser Barbarossa
- Pfalzgraf Hermann bei Rhein
- Markgraf Hermann III.
- Graf Ulrich IV. von Lenzburg
- Graf Werner von Baden-Lenzburg
- Graf Arnold von Baden-Lenzburg
- Graf Adalbert IV. von Löwenstein[6] und
  - dessen Sohn Albert
- Graf Emicho von Leiningen[7]
- Burggraf Poppo IV. von Würzburg
- Ulrich von Horninge
- et ceteri quam plures[8] (und viele andere)